# Ictidochampsa
El Ictidochampsa es un género extinto de terápsidos terocéfalos que vivieron en el periodo Pérmico Superior en lo que actualmente es Sudáfrica. La especie tipo Ictidochampsa platyceps fue nombrada por el paleontólogo sudafricano Robert Broom en 1948 en el estrato Dicynodon del grupo Beaufort (una estratificación geológica localizada en el sur de África).